# Tepșenari
Tepșenari – wieś w Rumunii, w okręgu Vâlcea, w gminie Milcoiu. W 2011 roku liczyła 380 mieszkańców.